# 高嶺のなでしこのらじおっちゅーの!
『高嶺のなでしこのらじおっちゅーの!』（たかねのなでしこのらじおっちゅーの）は、2024年10月5日から2025年6月28日まで放送FM大阪で放送されていた日本のラジオ番組である。
放送時間は毎週土曜19:00 - 19:30。
radikoのタイムフリー及びエリアフリーでも聴取できた。

## 出演者
高嶺のなでしこから、大阪府出身の涼海すうは基本的に毎週、他2名は週替わりで出演する。
ただし、収録時間が22時を超える場合、年齢による制限で涼海は出演しない。

## 放送内容
この番組では、私たち10人組アイドルグループの高嶺のなでしこが、ここだけのプライベートなお話をしたり、リスナーさんとメッセージを通じて交流、聞くともっと高嶺のなでしこを好きになっちゃう、そんな番組を目指して行きます。(毎回番組冒頭で読み上げられる紹介文)

## 放送リスト
| 回数 | 日付           | 出演者                           | コーナー・メールテーマ                                                                                   | Today's TAKANEKO HINT | 備考                                                                                  |
| ---- | -------------- | -------------------------------- | --- | --------------------- | ------------------------------------------------------------------------------------- |
| 1    | 2024年10月5日  | 涼海すう、春野莉々、星谷美来     | たかねこ一の○○な人は誰?、知らんけどなこと                                                                | 番組ハッシュタグ      |                                                                                       |
| 2    | 2024年10月12日 | 涼海すう、春野莉々、東山恵里沙   | 知らんけどなこと、私の口癖                                                                               | 肘                    |                                                                                       |
| 3    | 2024年10月19日 | 涼海すう、葉月紗蘭、松本ももな   | たかねこトークテーマガチャ                                                                               | イケボ？              |                                                                                       |
| 4    | 2024年10月26日 | 涼海すう、橋本桃呼、日向端ひな   | たかねこトークテーマガチャ、知らんけどなこと                                                             | はずれ〜              |                                                                                       |
| 5    | 2024年11月2日  | 橋本桃呼、日向端ひな、松本ももな | たかねこは歌詞だけでヒットソングを当てられるのか?                                                        | 美しい◯               |                                                                                       |
| 6    | 2024年11月9日  | 涼海すう、東山恵里沙、籾山ひめり | 我が家のルール、今年中にやりたいこと                                                                     | おうちメンカラ        | 東京からのリモート収録                                                                |
| 7    | 2024年11月16日 | 城月菜央、涼海すう、星谷美来     | 今年中にやりたいこと、我が家のルール                                                                     | ちゃぱつ              | 東京からのリモート収録                                                                |
| 8    | 2024年11月23日 | 涼海すう、葉月紗蘭、日向端ひな   | たかねこプレイリストを作ろう                                                                             | でも…命に感謝しよう   | 東京からのリモート収録                                                                |
| 9    | 2024年11月30日 | 城月菜央、涼海すう、春野莉々     | ライブの感想、質問、我が家のルール                                                                       | 不思議な城月家        | 東京からのリモート収録                                                                |
| 10   | 2024年12月7日  | 涼海すう、東山恵里沙、籾山ひめり | たかねこ以心伝心ゲーム                                                                                   | 名探偵ひめり          |                                                                                       |
| 11   | 2024年12月14日 | 涼海すう、東山恵里沙、籾山ひめり | 質問、メッセージ                                                                                         | キャラ変？            |                                                                                       |
| 12   | 2024年12月21日 | 涼海すう、東山恵里沙、籾山ひめり | クリスマスプレゼント争奪たかねこイントロ・アウトロドン                                                   | 30ポイント            |                                                                                       |
| 13   | 2024年12月28日 | 春野莉々、松本ももな             | 質問、メッセージ                                                                                         | ま〜かせて〜          |                                                                                       |
| 14   | 2025年1月4日   | 葉月紗蘭、春野莉々、松本ももな   | 新春おめでたい短歌を詠もう                                                                               | 伝説の小野妹子        |                                                                                       |
| 15   | 2025年1月11日  | 葉月紗蘭、星谷美来               | 2025年がんばりたいこと、お正月・お年玉エピソード                                                         | あざとい卒業？        |                                                                                       |
| 16   | 2025年1月18日  | 城月菜央、涼海すう、日向端ひな   | お正月・お年玉エピソード                                                                                 | トイザ◯ス             |                                                                                       |
| 17   | 2025年1月25日  | 城月菜央、涼海すう、星谷美来     | 2025年がんばりたいこと                                                                                   | 心臓がとびでた！      | 東京からのリモート収録                                                                |
| 18   | 2025年2月1日   | 涼海すう、日向端ひな、星谷美来   | ふつおた                                                                                                 | 初期映像🫣            |                                                                                       |
| 19   | 2025年2月9日   | 涼海すう、日向端ひな             | 2月2日に行われた公開収録(前半パート、涼海すう理解王)                                                     | -                     | 別番組放送のため、この回に限り日曜日の21:30～22:00に放送時間を変更                    |
| 20   | 2025年2月15日  | 涼海すう、籾山ひめり             | 2月2日に行われた公開収録(後半パート、たかねこ歌詞クイズ)                                                 | -                     |                                                                                       |
| 21   | 2025年2月22日  | 涼海すう、春野莉々、東山恵里沙   | 2月14日に行われた「『高嶺のなでしこ ワンマンライブ 2025 〜Cute for life〜』supported by KOJI」の振り返り | Cute for life         | 新曲「Cute for life」がラジオ初オンエアされた                                         |
| 22   | 2025年3月1日   | 涼海すう、東山恵里沙、星谷美来   | 卒業できないこと                                                                                         | すう先輩？            |                                                                                       |
| 23   | 2025年3月8日   | 涼海すう、春野莉々、星谷美来     | ふつおたに頂いた質問などなど                                                                             | 初回トリオ            |                                                                                       |
| 24   | 2025年3月15日  | 城月菜央、涼海すう、葉月紗蘭     | ふつおたに頂いた質問などなど                                                                             | 成長した！            |                                                                                       |
| 25   | 2025年3月22日  | 涼海すう、橋本桃呼、春野莉々     | 卒業できないこと、ふつおたに頂いた質問などなど                                                           | ワルイージ走り        |                                                                                       |
| 26   | 2025年3月29日  | 涼海すう、橋本桃呼、春野莉々     | たかねこ格付けチェック                                                                                   | 一流芸能人            |                                                                                       |
| 27   | 2025年4月5日   | 涼海すう、橋本桃呼、春野莉々     | 出会いの季節 アオハル短歌を詠もう                                                                        | ピースサイン男        |                                                                                       |
| 28   | 2025年4月12日  | 涼海すう、葉月紗蘭、籾山ひめり   | たかねこ近況報告                                                                                         | 新曲初フルOA          |                                                                                       |
| 29   | 2025年4月19日  | 涼海すう、葉月紗蘭、籾山ひめり   | たかねこイントロドン                                                                                     | 籾山強火オタク        | 2本撮りの2本目                                                                        |
| 30   | 2025年4月26日  | 涼海すう、葉月紗蘭、籾山ひめり   | たかねこお悩み相談室、ふつおた                                                                           | 恋愛相談募集！        |                                                                                       |
| 31   | 2025年5月3日   | 城月菜央、涼海すう、日向端ひな   | たかねこプロフィール帳を作ろう                                                                           | プロフィール帳        | 城月菜央は初めてのFM大阪での収録                                                      |
| 32   | 2025年5月10日  | 城月菜央、涼海すう、日向端ひな   | たかねこお悩み相談室、ふつおた                                                                           | つや肌？              |                                                                                       |
| 33   | 2025年5月17日  | 城月菜央、涼海すう、日向端ひな   | たかねこ倍速クイズ                                                                                       | ひれ伏すことしか      | 番組冒頭でWikipediaの本ページが紹介された                                             |
| 34   | 2025年5月24日  | 涼海すう、橋本桃呼、松本ももな   | たかねこお悩み相談室(恋愛相談)、ふつおた                                                                 | 初オンエア            | 高嶺のなでしこの新曲『アイドル衣装』を初オンエア                                      |
| 35   | 2025年5月31日  | 涼海すう、橋本桃呼、松本ももな   | たかねこイメージ調査                                                                                     | ももなんは確定？      |                                                                                       |
| 36   | 2025年6月7日   | 涼海すう、橋本桃呼、松本ももな   | たかねこお悩み相談室、ふつおた                                                                           | おしらせ😢            | 6月28日の放送が最終回となることを発表                                                 |
| 37   | 2025年6月14日  | 涼海すう、葉月紗蘭、日向端ひな   | ライブの感想メッセージ、以前紹介したメッセージの続報                                                     | 捨てちまえぇッ        | スペシャルウィークのため、オリジナルステッカーを10名(うち3名はサイン入り)にプレゼント |
| 38   | 2025年6月21日  | 涼海すう、葉月紗蘭、籾山ひめり   | 聞きたい質問、お悩み相談メッセージ                                                                       | 喧嘩上等              | 高嶺のなでしこの新曲『初恋のこたえ。』を初オンエア                                    |
| 39   | 2025年6月28日  | 涼海すう、日向端ひな、籾山ひめり | たかねこちゅーへの質問                                                                                   | 笑いあり！涙あり？    | 高嶺のなでしこの新曲『ライフクエスト』を初オンエア。東京での収録                      |

## その他
- 高嶺のなでしこのラジオレギュラー番組としては、下記2番組に続く3つ目であった。
  - 2023年5月5日～12月29日 FM NACK5 高嶺のなでしこの夜遅くにごめん!
  - 2024年4月6日～9月28日 ミュージックバード 高嶺のなでしこのアイドル授業中!

- X（旧Twitter）のハッシュタグは「#たかねこちゅー」。第1回放送でメンバーが決めた。